# 붉은 거리
붉은 거리(Red Road)는 덴마크에서 제작된 안드레아 아놀드 감독의 2006년 드라마 영화이다. 케이트 딕키 등이 주연으로 출연하였고 캐리 코머포드 등이 제작에 참여하였다.
알려진 다른 제목은 붉은 길, 레드 로드 등이 있다.

## 출연

### 주연
- 케이트 딕키
- 토니 커렌

### 조연
- 마틴 콤프스턴
- 나탈리 프레스

## 제작진
- 원작자: 론 쉐르픽
- 원작자: 앤더스 토마스 옌센
- 제작팀장: 안나 더필드
- 라인프로듀서: 웬디 그리핀
- 음향: 마틴 벨쇼
- 미술: 헬렌 스콧
- 분장: 사라 피델로
- 의상: 캐롤 K. 밀라
- 배역: 카린 크로포드